# Phoracantha multiformis
Phoracantha multiformis là một loài bọ cánh cứng trong họ Cerambycidae.